# Paulino Alcántara
Artikeln följer den spanska namnseden; faderns efternamn är Alcántara och moderns efternamn Riestrá.
Paulino Alcántara Riestrá, född den 7 oktober 1896, död den 13 februari 1964, var en filippinsk/spansk fotbollsspelare som större delen av karriären spelade för storklubben FC Barcelona.
Alcántara var aktiv i den europeiska toppfotbollens barndom, men räknas ändå bland Barcelonas bästa spelare någonsin. Under sin tid i Barcelona 1912–1927 gjorde han hela 369 mål på 357 matcher. Han hade klubbrekordet fram till den 16 mars 2014 då Lionel Messi gjorde tre mål mot Osasuna och därmed hade gjort 371 mål för Barcelona.
Under sin tid i Barcelona var Alcántara lagkamrat med bland annat målvakten Ricardo Zamora.
Efter avslutad karriär utbildade han sig till läkare, men satt också med i Barcelonas styrelse 1931–1934. Alcántara var en av de första fotbollsspelarna som skrev en självbiografi om sin karriär.